# Vivartia
Vivartia ist ein griechischer Lebensmittelkonzern, der zur Marfin Investment Group gehört. Seine Geschäftsfelder sind Lebensmittelproduktion, Systemgastronomie und Catering. Das Unternehmen beschäftigt 13.000 Personen, hat 27 Fabriken und ist in 30 Staaten vertreten.  2006 betrug der Umsatz 1,3 Mrd. €.

## Geschichte
1996 schlossen sich die bis dahin selbständigen Unternehmen Delta Holding (Milchprodukte), Goody’s (Fast-Food), Chipita (Snacks) und General Frozen Foods – Barba Stathis S.A (Tiefkühlkost) unter dem Namen Vivartia zusammen. 2008 übernahm Vivartia den US-amerikanischen Lebensmittelhersteller Nonni’s.

## Marken

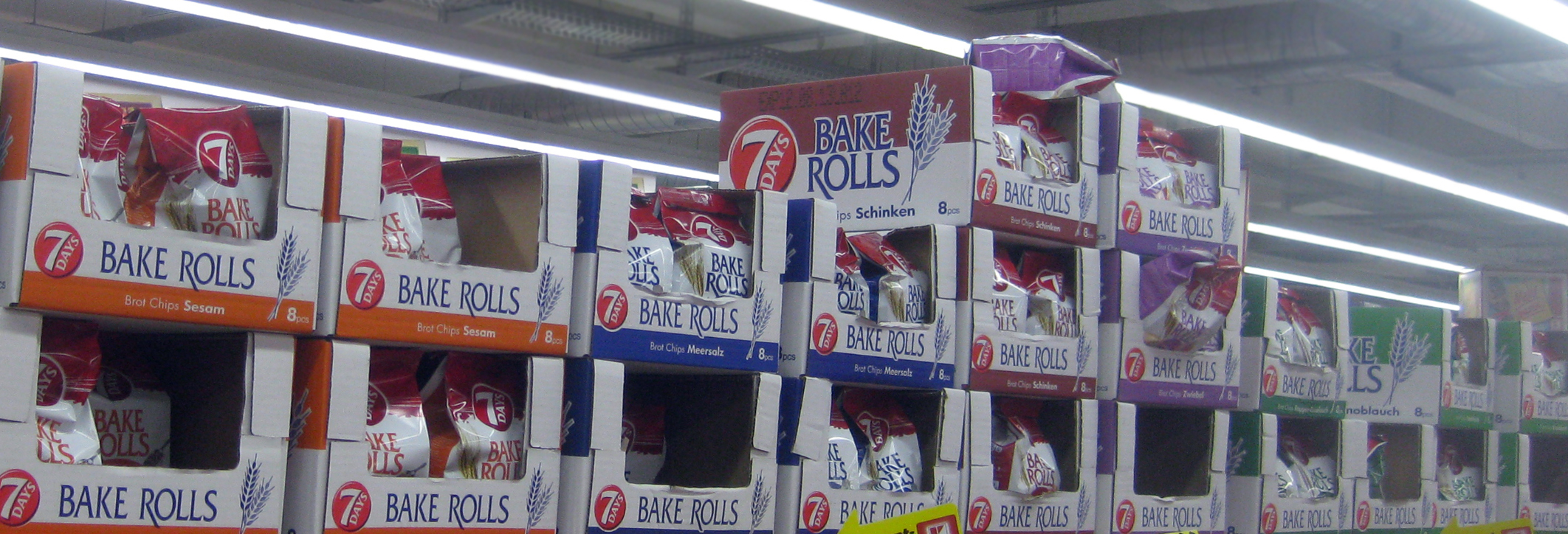
7days bakerolls bei Kaufland

- Delta (Milchprodukte)
- 7 Days (Snacks, ex Chipita)
- Barba Stathis S.A (Tiefkühlkost)
- Goody’s
- Everest
- Flocafe